# Palmerokratia
La Palmerokratia correspond à la période coloniale de Chypre sous l'administration de Sir Richmond Palmer, faisant suite aux révoltes d'octobre 1931 appelées Oktovriana et se poursuivant jusqu'en 1940. L'île est alors une colonie de l'Empire britannique, et ce, depuis son annexion lors de la Première Guerre mondiale transformant en droit le précédent statut de protectorat.  
Avec la montée des revendications chypriotes grecques pour l'Enosis (l'union politique de Chypre avec la Grèce), et la période de révolte civile qui s'ensuit, les autorités britanniques tentent de supprimer les institutions et de restreindre la liberté d'expression. S'ensuit une période pendant laquelle les britanniques répriment le soulèvement grec et suppriment tous les organes d'auto-administration de l'île. Sir Richmond Palmer, alors gouverneur de l'île, prend un certain nombre de mesures répressives : limitations de l'administration insulaire, ingérence dans le fonctionnement des écoles grecques, interdiction des syndicats et des associations. Ces mesures visent à limiter les capacités politiques et ne sont levées qu'au début de la Seconde Guerre mondiale, durant laquelle plus de trente mille Chypriotes rejoignent les forces armées britanniques.